# Lee Da-hae
Lee Da-hae, pseudonimo di Byun Da-hae (hangeul: 변다혜; hanja: 卞多惠; Seul, 19 aprile 1984), è un'attrice sudcoreana, nota per le sue interpretazioni nei serial televisivi My Girl, Green Rose, Hello! Aegissi, Chuno, Miss Ripley e Hotel King.

## Filmografia parziale
- Nangrang 18-se (낭랑18세) – serie TV (2004)
- Byeorui sori (별의 소리) – serie TV (2004)
- Green Rose (그린로즈) – serie TV (2005)
- My Girl (마이걸) – serie TV (2005)
- Hello! Aegissi (헬로 애기씨) – serie TV (2007)
- Bulhandang (불한) – serie TV (2008)
- Eden-ui dongjjok (에덴의 동쪽) – serie TV (2008-2009)
- Chuno (추노) – serie TV (2010)
- Miss Ripley (미스 리플리) – serie TV (2011)
- Iris II (아이리스2) – serie TV (2013)
- Hotel King (호텔킹) – serie TV (2014)

## Videografia
Lee Da-hae è apparsa anche nei seguenti video musicali:
- 2002 – Someday dei J-Walk
- 2008 – Memory di Kim Bum-soo
- 2009 – Pas de Deux di Wilber Pan
- 2009 – Today's Horoscope di Kim Hyung-joong
- 2010 – I Will Move Away dei Brown Eyed Soul